# Port de Ndayane
Le port de Ndayane est un port commercial en eau profonde du Sénégal actuellement en cours de construction. Les travaux du port de Ndayane sont menés par l'opérateur émirien DP World à qui le gouvernement sénégalais a octroyé la concession du futur terminal à conteneurs. Le port de Ndayane est administré par le Port autonome de Dakar pour le compte de l'Etat du Sénégal.

## Historique
Le terminal à conteneurs du port de Dakar a enregistré une croissance constante de ses activités, passant de 265 000 EVP en 2008 à 800 000 EVP en 2023. Cependant, sa localisation en plein cœur de la capitale sénégalaise, dans une zone fortement urbanisée, limite ses possibilités d’expansion. Face à ces contraintes, le gouvernement sénégalais a décidé de délocaliser le port vers la localité de Ndayane, située à 60 km de Dakar et à proximité de l’aéroport international Blaise Diagne.
En décembre 2020, le gouvernement sénégalais a conclu un partenariat avec l’opérateur émirien DP World pour la construction et la gestion du terminal à conteneurs du port de Ndayane.
DP World, qui opère le terminal à conteneurs du port de Dakar depuis 2008, investit 1,2 milliard de dollars US dans ce projet ambitieux, marquant ainsi le plus grand investissement privé de l’histoire du Sénégal. Pour mener à bien ce projet, la multinationale émirienne s’associe à l’agence britannique de développement, British International Investment.
La pose de la première pierre du port de Ndayane est effectuée le 3 janvier 2022 par le président Macky Sall et le PDG de DP World, Sultan Ahmed bin Sulayem.

## Construction
Les 1.2 milliard USD investis par DP World dans la construction du port de Ndayane permettront de construire en phase 1 un terminal à conteneurs avec un quai d'une longueur de 840 mètres conçu pour pouvoir opérer jusqu'à deux navires de 336 mètres en simultanée avec une capacité 1.2 million EVP par an. De plus, le port sera doté d'un chenal maritime de 5 km avec un tirant d'eau de 18 mètres capable d'accueillir les plus grands navires en circulation dans le monde. La fin des travaux de la phase 1 est estimée à 2028.
La phase 2 verra la construction d'un quai supplémentaire de 410 mètres.
En décembre 2024, DP World a annoncé le démarrage des travaux maritimes du port de Ndayane. Ceux-ci sont marqués par le démarrage du dragage du chenal maritime par le navire Willem Van Rubroeck de l'entreprise belge Jan De Nul.

## Impact économique
L'agence de développement British International Investment qui est un partenaire de DP World au Sénégal estime que le port de Ndayane 
générera un volume d'échanges commerciaux équivalent  à 3% du PIB du Sénégal. De plus le port impactera près de 2.3 millions d'emplois dont 22 000 liés à l'activité économique générée par le port.
DP World projette de construire à proximité du port et de l'aéroport une zone économique créant un écosystème logistique semblable à celui de son port de Jebel Ali à Dubai.